# 約翰·大衛·肖普夫
約翰·大衛·肖普夫（德語：Johann David Schoepff，1752年3月8日—1800年9月10日）是一名德國植物學家、動物學家和醫生。
他出生於拜罗伊特，1777年作為為英國國王喬治三世作戰的黑森部隊安斯巴赫團的主治醫生前往紐約。
美國革命期間，肖普夫駐紮在羅德島。戰爭結束後，他決心以科學家的身份研究美洲，於是在美國、英屬東佛羅里達和巴哈馬群島旅行了兩年。

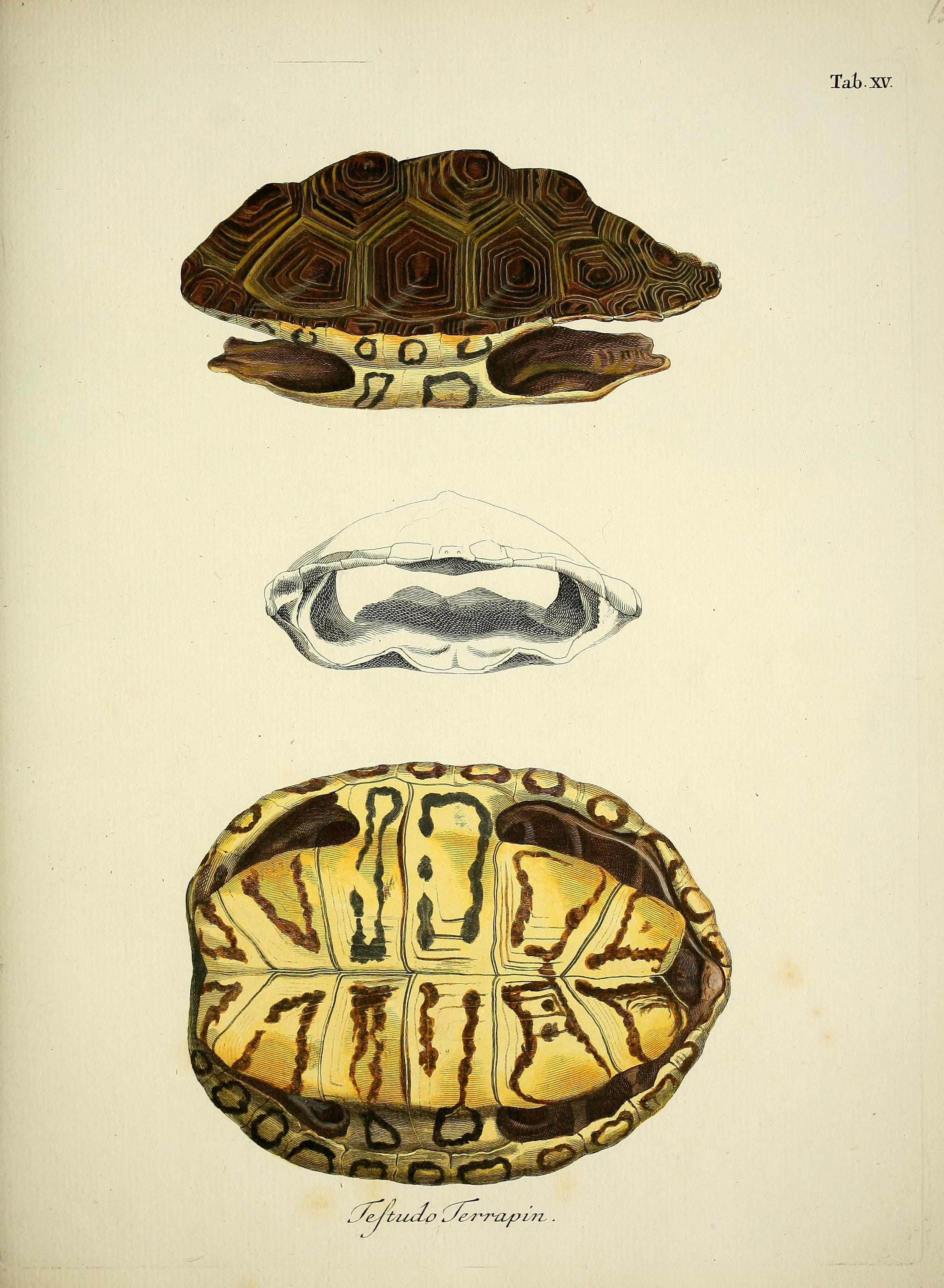
鑽紋龜（Malaclemys terrapin）Tab. XV (1793)

1784年，他回到歐洲，在安斯巴赫和拜羅伊特的聯合醫學院工作了一段時間。他對北美的觀察記錄在《聯邦遊記》（1783年—1784年）中，該書的英譯本於1911年首次面世。1792年，他撰寫了《海龜自然史》（Historia testvdinvm iconibvs illvstrata），由弗里德里希·威廉·伍德（Friedrich Wilhelm Wunder）繪製插圖。

## 外部連結
- Travels in the Confederation 1783-1784 Journal of Johann David Schoepf （页面存档备份，存于）